# Трайс-Карден
Трайс-Карден (нім. Treis-Karden) — громада в Німеччині, розташована в землі Рейнланд-Пфальц. Входить до складу району Кохем-Целль. Складова частина об'єднання громад Кохем.
Площа — 31,34 км2. Населення становить 2185 ос. (станом на 31 грудня 2020).